# 고시고에역

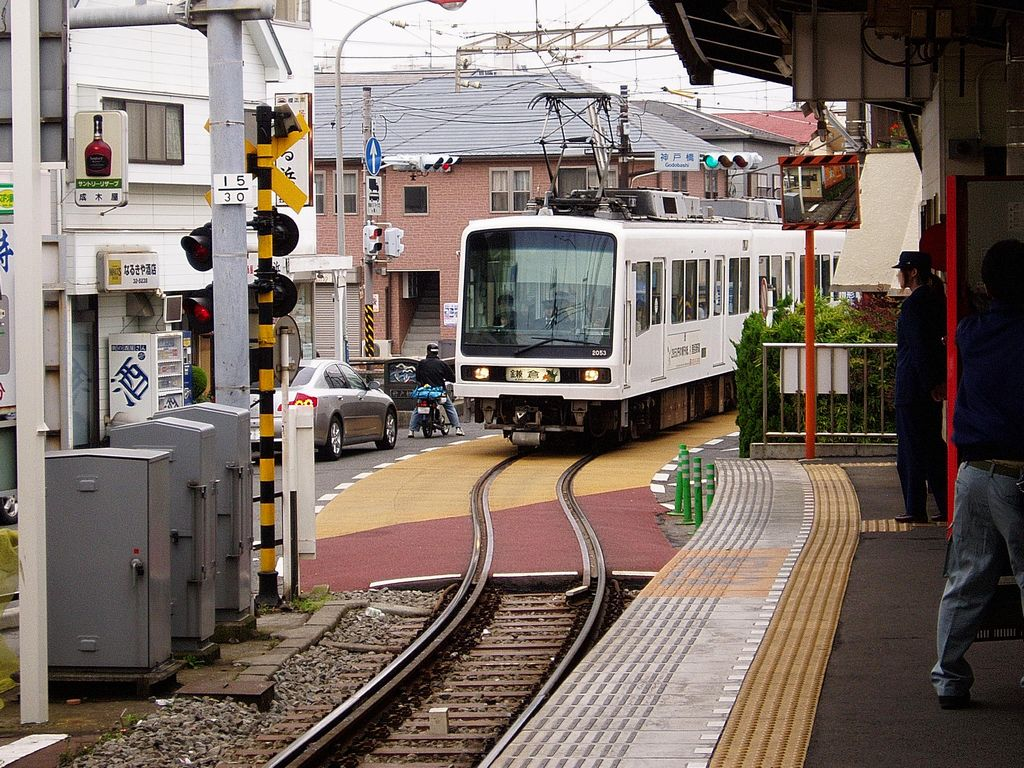
에노시마 역 방향에서 고시고에 역으로 들어오는 열차.

고시고에 역(腰越駅)은 에노시마 전철선의 역이다. 일본 가나가와현 가마쿠라시에 있다. 이 역부터 에노시마 역까지는 도로와의 궤도병용구간이다.

## 역사
고시고에역은 1903년 6월 20일, 야토역(谷戸駅)으로 개업했다. 1948년 7월 15일에 현재의 이름으로 이름이 바뀌었다. 1993년에 열차를 3량까지 받아들일 수 있도록 승강장 길이가 연장되었다.

## 역 정보
- 고시고에 역은 역무원이 낮에만 근무하는 역으로, 야간에는 역무원이 없다.
- 출입구에는 IC카드용 간이개찰기가 설치되어 있다.
- 승강장은 후지사와쪽이 궤도병용구간이고 가마쿠라쪽은 건널목이 존재한다.
- 위의 이유로 고시고에 역의 승강장은 짧아 3량정차길이이며, 4량편성열차의 1량은 문이 열리지 않는다. 문이열리지 않는 량은 반드시 건널목에 세워진다. 이런 이유에서 안전을 위해 운전실에는 '에노시마·가마쿠라코코마에 확인'이라고 적혀져 있는 플레이트가 걸려있고 차장실에는 고시고에 역용 문 잠금장치가 설치되어 있다. 거기에 차량자체에서 고시고에 역 도착을 감지하고 자동으로 문을 잠그는 추가안전장치가 설치되어 있다. 또, 에노시마 역과 가마쿠라고교앞역의 승강장에도 '고시고에BZ확인'이라는 승무원용 주의문이 붙어있다.
- 이전에는 고시고에 역 승강장 길이가 2량정도였기 때문에 4량열차를 탑승한 승객은 미리 고시고에 역 승강장에 정차하는 량에 탑승해야했다.(4량열차는 2량 한편성의 열차를 병결한 열차로, 열차를 관통하는 문이 없기 때문에 2량과 3량사이에 통행이 불가능하다.)
- 원래는 고시고에 역을 4량길이로 확장하려고 했으나 가마쿠라 역 쪽 건널목을 이전하는게 어렵기 때문에 당초목적보다 1량 짧은 3량길이로 연장하였다.
- 화장실은 승강장의 중간에 있다.

### 승강장 구조
고시고에 역은 1면 1선의 단선 승강장이다. 한 승강장에서 양방향의 승객을 처리한다.
| 1 | ■ 에노시마 전철선 | 후지사와, 가마쿠라 방면 |

## 역세권 정보
- 가마쿠라시 고시고에 행정센터
- 만부쿠지(満福寺)
- 고유루기 신사
- 고유루기 미사키
- 고시고에 어항(漁港)
- KFC 에노시마 점

## 승하차량 변동
2008년 기준 고시고에 역의 하루평균승하차인원은 3,059명이다.